# Minotaur V
Minotaur V är en amerikansk fastbränsleraket, vars första uppskjutning skedde den 7 september 2013. Raketen ingår i raketserien Minotaur. Raketen är i stort sett en Minotaur IV med ett femte raketsteg. Vid första uppskjutningen var lasten NASA:s Lunar Atmosphere and Dust Environment Explorer.